# Berry Bickle
Berry Bickle, née en 1959 à Bulawayo en Rhodésie du Sud (actuel Zimbabwe), est une artiste plasticienne zimbabwéenne établie à Maputo (Mozambique), qui partage son temps entre les deux pays. 
Ses installations font appel à des techniques mixtes : peinture, photographie, vidéo, cartes anciennes, objets recyclés. Le texte est très présent dans une œuvre qui « repousse toujours plus loin les frontières, les genres, les époques ».